# (5303) Парийский
(5303) Парийский (лат. Parijskij) — типичный астероид главного пояса, открыт 3 октября 1978 года советским астрономом Николаем Черных в Крымской астрофизической обсерватории и 18 августа 1997 года назван в честь советского и российского астронома Юрия Парийского.

## Обнаружение и именование
(5303) Парийский
Открыт 3 октября 1978 года в Научном Н. С. Черных.
Назван в честь радиоастронома и космолога Юрия Николаевича Парийского (р. 1932). Был главным научным исследователем при проектировании и строительстве крупнейшего радиотелескопа "РАТАН-600" на Зеленчукской, а сейчас возглавляет отдел радиоастрономии Специальной астрофизической обсерватории. Название предложено Институтом теоретической астрономии и Институтом прикладной астрономии.
Оригинальный текст (англ.)5303 Parijskij
Discovered 1978-10-03 by Chernykh, N. S. at Nauchnyj.
Named in honor of Yurij Nikolaevich Parijskij (b. 1932), radio astronomer and cosmologist. He was principal scientific investigator during the design and construction of the largest radio telescope, RATAN-600, at Zelenchukskaya, and he is now head of the radio astronomy department of the Special Astrophysical Observatory. Name proposed by the Institute of Theoretical Astronomy and the Institute of Applied Astronomy.
Источники: DISCOVERY.DB; M.P.C. 30476.

## Орбита

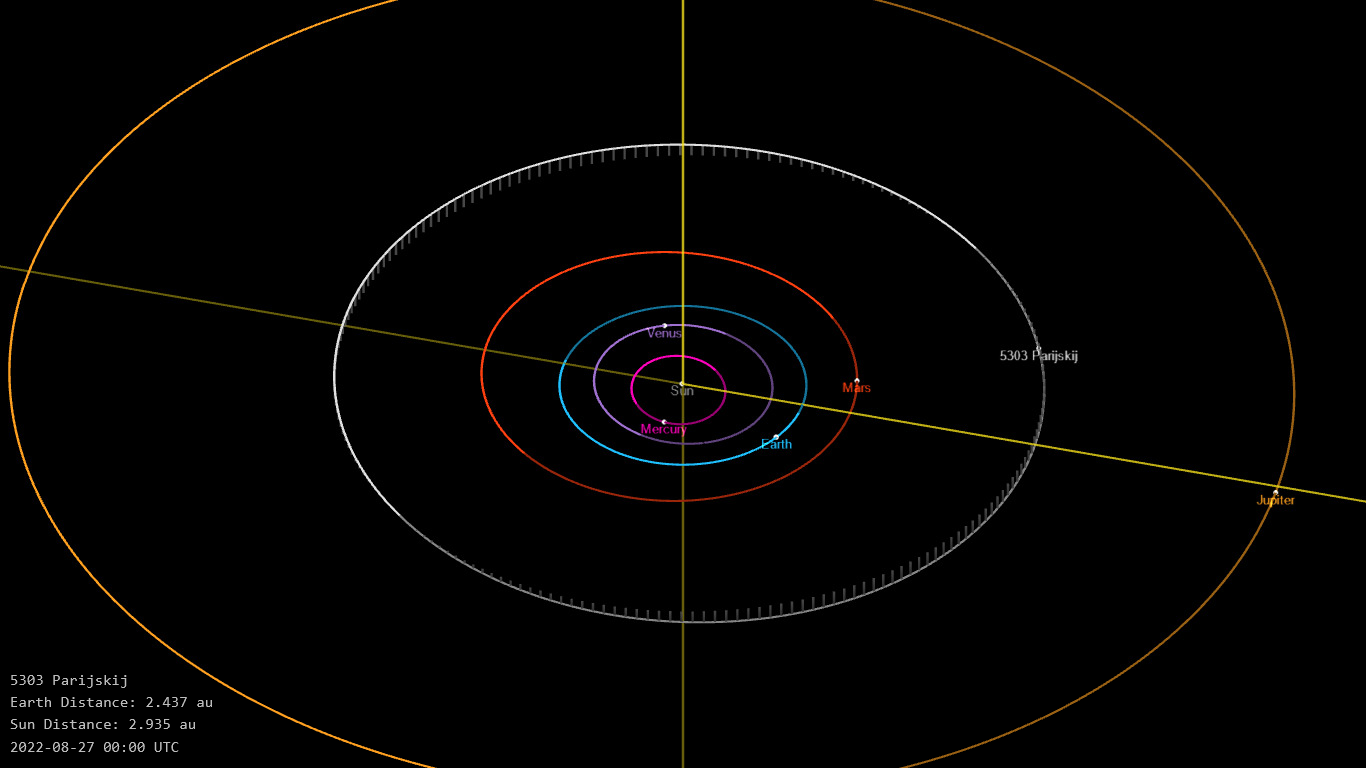
Орбита астероида Парийский и его положение в Солнечной системе

## Физические характеристики
Астероид относится к таксономическому классу S.
По результатам наблюдений в видимом и ближнем инфракрасном диапазоне космического телескопа NEOWISE диаметр астероида оценивался равным 8,554±0,140 км. Согласно тем же источникам альбедо оценивается как 0,2647±0,1107 и 0,265±0,111.